# هاندنبرگ
هاندنبرگ (به آلمانی: Handenberg) یک منطقهٔ مسکونی در اتریش است که در برونو آم این واقع شده‌است. هاندنبرگ ۲۷٫۵۹ کیلومتر مربع مساحت دارد ۴۹۷ متر بالاتر از سطح دریا واقع شده‌است.